# Cesare Busdrago
Cesare Busdrago (... – Chieti, ottobre 1585) è stato un arcivescovo cattolico italiano.

## Biografia
Di nobile famiglia lucchese (il padre, Coluccio, fu gonfaloniere della Repubblica), entrò nello stato ecclesiastico e fu familiare del cardinale Francesco Pisani.
Suo zio Gerardo, vescovo di Argo in partibus, nel 1563 gli cedette il priorato dei Santi Giovanni e Reparata in Lucca.
Nel 1574 fu eletto vescovo di Alessano e l'11 agosto 1578 papa Gregorio XIII lo trasferì alla sede arcivescovile di Chieti; il 27 agosto successivo ricevette il pallio dei metropoliti.
Sotto il suo episcopato furono celebrati due sinodi diocesani, nel 1581 e nel 1584; furono, inoltre, rinvenute le reliquie di sant'Eleuterio, da lui sistemate nella chiesa celestina di Santa Maria della Civitella.
Cercò di legare la sua famiglia all'aristocrazia chietina facendo contrarre matrimoni tra sue nipoti e rampolli delle famiglie Herrici e Ramignani.
Morì nell'ottobre del 1585 e fu sepolto in cattedrale.